# Stopplaats Hoek
Stopplaats Hoek (telegrafische code: hok) is een voormalige stopplaats aan de Spoorlijn Deventer - Ommen, destijds geëxploiteerd door de OLDO. De stopplaats lag tussen Deventer en Wesepe in de buurtschap Tjoene, in de bossen die tegenwoordig aan een golfbaan grenzen. Stopplaats Hoek werd geopend op 1 oktober 1910 en gesloten op 15 mei 1933. Er was een houten wachthuis aanwezig bij de stopplaats.